# Evercookie
Evercookie is een Javascript API die extreem persistente cookies produceert in een webbrowser. Het is een Opensource project dat Samy Kamkar publiceerde in 2010.

## Werking
Het doel van evercookie is om gebruikers te kunnen identificeren, zelfs als ze hun cookies verwijderen. Het slaagt hierin door cookies op 17 verschillende locaties op te slaan, namelijk:
- HTTP Cookies
- HTST pinning
- Flashcookie
- Silverlight Isolated Storage
- Opslaan van cookies in RGB-waarden van automatisch gegenereerde PNG-afbeeldingen
- Opslaan van cookies in browsergeschiedenis
- Opslaan van cookies in HTTP etags
- Opslaan van cookies in browser-cache
- window.name caching
- Internet Explorer userData opslag
- HTML5 Sessie opslag
- HTML5 Lokale opslag
- HTML5 Globale opslag
- HTML5 Database opslag via SQLite
- HTML5 IndexedDB
- Java JNLP PersistenceService
- Java CVE-2013-0422 exploit

Indien evercookie detecteert dat de gebruikers een van de cookies verwijdert, maakt het deze automatisch opnieuw.

## Omzeilen van evercookie
De simpelste manier om evercookie te omzeilen is door gebruik te maken van incognitomodus in de Safari browser. Incognitomodus van deze browser schakelt als enige alle methodes die evercookie gebruikt om cookies aan te maken uit.